# Diablo Cody
Diablo Cody is het pseudoniem van de Amerikaanse scenarioschrijfster Brook Busey (Chicago, 14 juni 1978). Zij won meer dan vijftien prijzen voor het script van Juno, waaronder een Oscar en een BAFTA Award. Later schreef ze de film Jennifer's Body en bedacht ze de televisieserie United States of Tara.
Cody is een voormalig journaliste en stripteaseuse. Hierover bracht ze in 2006 het boek Candy Girl: A Year in the Life of an Unlikely Stripper uit. Dit nadat haar weblog Pussy Ranch waarop ze over hetzelfde onderwerp schreef enorm aansloeg. Cody's scripts Juno en Jennifer's Body kenmerken zich door personages met een relatief groot gebruik van 'hippe taal' en verwijzingen naar populaire cultuurverschijnselen als filmpersonages en -scènes, liedteksten, televisieprogramma's en recente boekthema's. Cody was zelf te zien (als zichzelf, met rood-bruin haar) in een aflevering uit het eerste seizoen van de televisieserie 90210, getiteld Okaeri, Donna!.
Cody trouwde in 2004 met Jon Hunt, maar hun huwelijk liep drie jaar later definitief stuk.
- Bibsys: 8056335
- Biblioteca Nacional de España: XX4762229
- Bibliothèque nationale de France: cb158013291 (data)
- CiNii: DA17016504
- Gemeinsame Normdatei: 137566964
- International Standard Name Identifier: 0000 0001 1664 9806
- Library of Congress Control Number: no2006066177
- MusicBrainz: 56b809ae-013d-4d6f-ba90-170512474a62
- Bibliotheek van het Japanse parlement: 01130826
- Nationale Bibliotheek van Tsjechië: js20081024007
- Nationale Bibliotheek van Israël: 987007314660305171
- LIBRIS: 315451
- Système universitaire de documentation: 129887145
- Virtual International Authority File: 68916447
- WorldCat: E39PBJv8CJcBrYK7cBvX6FY3wC